# Еталон букового насадження (Яремчанська міська рада)
Еталон букового насадження — ботанічна пам'ятка природи місцевого значення. Об'єкт розташований на території Яремчанської міської ради Івано-Франківської області, Дорівське лісництво, квартал 21, виділ 22.
Площа — 5,1000 га, статус отриманий у 1972 році.